# De bruid (schilderij)
De bruid is een schilderij van Johan Thorn Prikker in het Kröller-Müller Museum.

## Voorstelling
Het stelt een bruid voor naast de gekruisigde Christus. Op de achtergrond zijn architectuurelementen te zien die aan een kerkgebouw doen denken met links enkele brandende kaarsen. De bloemenkrans op het hoofd van de bruid is verbonden met de doornenkroon van Christus. Ook zijn beiden verbonden met een zweepslaglijn, een motief uit de jugendstil.
De bruid is een voorbeeld van het symbolisme, een stroming uit het einde van de 19e eeuw, waarin niet de werkelijkheid centraal stond, zoals in het realisme en het impressionisme, maar dingen die te maken hadden met gevoel, emotie, psychologie, enzovoort. Thorn Prikker gebruikte religieuze motieven om deze thema's uit te drukken. In De bruid gebruikte hij het concept van het mystiek huwelijk als motief voor de verbondenheid van de mens met het goddelijke.
De uiterst gestileerde, aan de jugendstil ontleende vormgeving van het werk, ondersteunen het mysterieuze karakter van de voorstelling. Thorn Prikker heeft slechts enkele schilderijen in deze stijl gemaakt. Kort na het schilderen van De bruid begint hij te twijfelen aan het symbolisme en komt hij tot de conclusie ‘dat alles en de hele symboliek erbij flauwekul is’. Hij verlaat het l'art pour l'art-principe en houdt zich vanaf dat moment alleen nog bezig met ‘kunst in dienst van het volk’.

## Toeschrijving en datering
Het schilderij is rechtsonder gesigneerd ‘Thorn Prikker’. Het wordt 1892 tot begin 1893 gedateerd.

## Herkomst
Het werk werd in 1918 verworven door Helene Kröller-Müller, de grondlegger van het Kröller-Müller Museum.